# Derby de Sarajevo
La rivalité entre le FK Željezničar et le FK Sarajevo, se réfère à l'antagonisme entre les deux principaux clubs de football de la capitale de la Bosnie-Herzégovine, Sarajevo. Ces deux clubs sont les plus populaires du pays.
D'un point de vue historique, Željezničar, club fondé par les cheminots de la ville, est considéré comme étant le club supporté par les classes populaires du pays tandis que Sarajevo est supporté par les classes aisées et la "bourgeoisie" de la ville.
Ces rencontres sont souvent spectaculaires, au même titre que le Derby de Belgrade, où les fans créent une atmosphère impressionnante avec des tifos, des chants et des drapeaux.
Il arrive souvent que les membres d'une même famille qui supportent les deux différents clubs ne se parlent pas le jour du derby. On assiste également à une haine réciproque entre les supporters des deux clubs. Les deux clubs sont représentés par deux groupes d'ultras principaux : Horde Zla (en) pour le FK Sarajevo, issus du Nord de la ville, et The Maniacs (en) pour Zeljeznicar, issus du Sud.
D'un point de vue footballistique, Zeljeznicar possède 40 victoires contre 39 pour Sarajevo.

## Navigation